# DJ Shadow

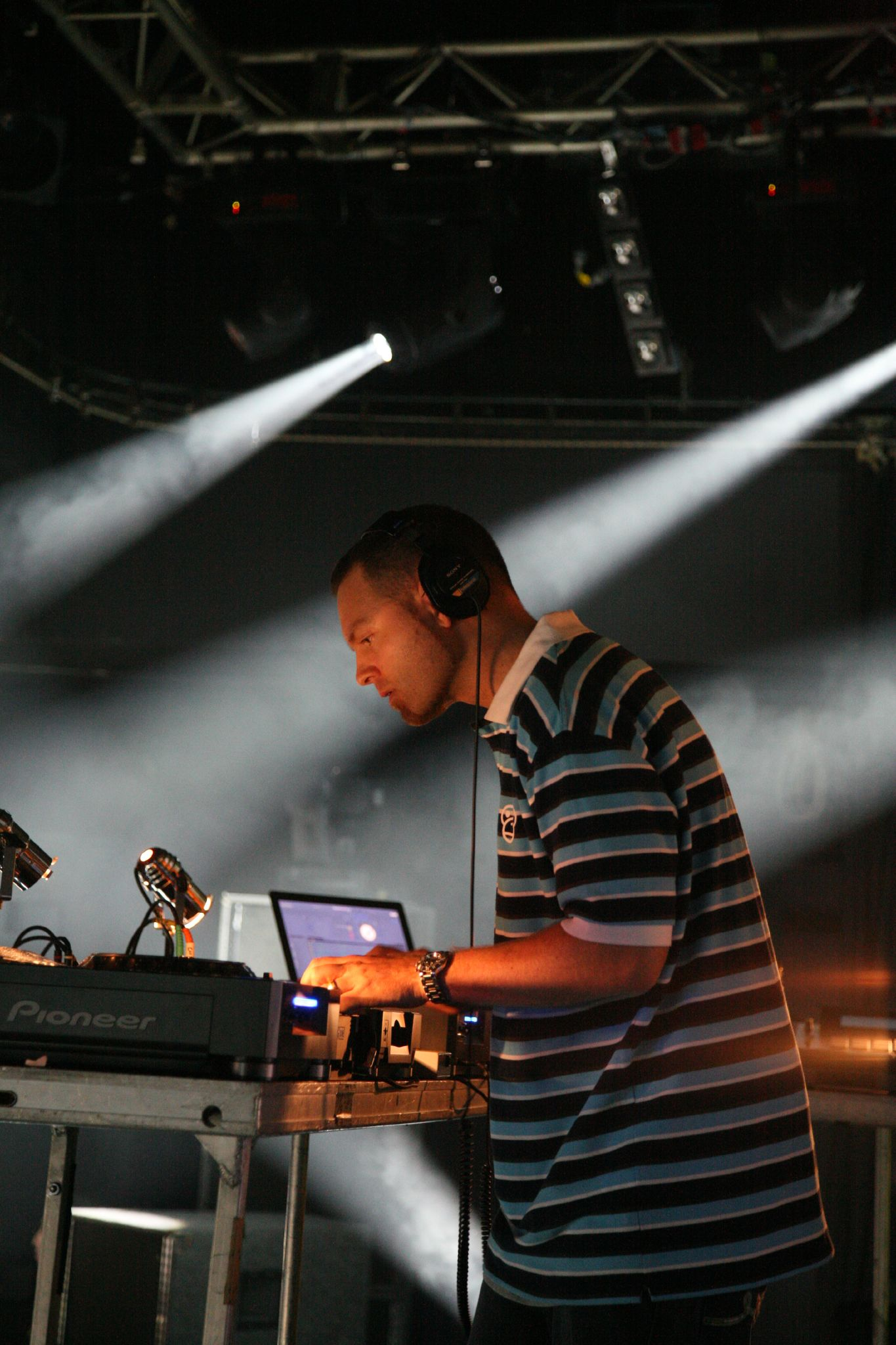
Achter de draaitafel

DJ Shadow, echte naam Josh Davis (Hayward (Californië), 29 juni 1972) is een Amerikaanse turntablist en producer.
DJ Shadow bracht zijn tienerjaren door in Davis, Californië en was een dj op het lokale radiostation KDVS. In deze periode was DJ Shadow een belangrijk onderdeel van de ontwikkeling van de experimentele, instrumentale hiphop-stijl die wordt geassocieerd met het in California gelokaliseerde Solesides platenlabel. De eerste singles voor het label, waaronder "In/Flux" en "Lost and Found (S.F.L.)," waren genre-overschrijdende werken waarin elementen van funk, rock, hiphop, ambient, jazz, soul, en allerlei tweedehands materiaal werden samengevoegd.
DJ Shadow wordt vaak geschaard onder de triphop, hoewel hij zelf een hekel heeft aan deze term.
DJ Shadow bracht al eerder een aantal originele werken uit (in 1991/1992 voor Hollywood Records), maar volgens de critici was het pas tijdens de distributieovereenkomst met Mo' Wax dat de sound van DJ Shadow volwassen en meer samenhangend werd.
Shadows eerste volledige album, Endtroducing, werd uitgebracht in 1996 en kwam daarmee in het Guinness Book of Records als het Eerste Volledig Gesamplede Album in 2001.
In 2005 bracht Shadow een Deluxe Editie van zijn eerste album, Endtroducing..., uit.

## Discografie

### Albums
| Album met eventuele hitnotering(en) in de Nederlandse Album Top 100 | Datum van verschijnen | Datum van binnenkomst | Hoogste positie | Aantal weken | Opmerkingen   |
| ------------------------------------------------------------------- | --------------------- | --------------------- | --------------- | ------------ | ------------- |
| Endtroducing                                                        | 19-11-1996            | -                     |                 |              |               |
| Preemptive strike                                                   | 13-01-1998            | -                     |                 |              | Verzamelalbum |
| The private press                                                   | 02-06-2002            | 15-06-2002            | 54              | 2            |               |
| The private repress                                                 | 2003                  | -                     |                 |              | Remixalbum    |
| Live! in tune and on time                                           | 15-06-2004            | -                     |                 |              | Livealbum     |
| Excessive ephemera                                                  | 2005                  | -                     |                 |              | Remixalbum    |
| Live at Brixton academy december 2006                               | 15-12-2006            | -                     |                 |              | Livealbum     |
| The outsider                                                        | 19-09-2006            | -                     |                 |              |               |
| The DJ Shadow remix project                                         | 15-07-2010            | -                     |                 |              | Remixalbum    |
| The less you know the better                                        | 30-09-2011            | -                     |                 |              |               |
| The Mountain Will Fall                                              | 24-06-2016            | -                     |                 |              |               |
| Our Pathetic Age                                                    | 15-11-2019            | -                     |                 |              |               |

| Album met hitnotering(en) in de Vlaamse Ultratop 200 albums | Datum van verschijnen | Datum van binnenkomst | Hoogste positie | Aantal weken | Opmerkingen |
| ----------------------------------------------------------- | --------------------- | --------------------- | --------------- | ------------ | ----------- |
| The private press                                           | 2002                  | 15-06-2002            | 20              | 4            |             |
| The outsider                                                | 2006                  | 30-09-2006            | 68              | 4            |             |
| The less you know the better                                | 2011                  | 15-10-2011            | 80              | 2            |             |

### Singles
| Single met hitnotering(en) in de Vlaamse Ultratop 50      | Datum van verschijnen | Datum van binnenkomst | Hoogste positie | Aantal weken | Opmerkingen                          |
| --------------------------------------------------------- | --------------------- | --------------------- | --------------- | ------------ | ------------------------------------ |
| The real deal (Shadow Remix) / Lesson 4                   | 1991                  | -                     |                 |              | met Lifer's Group                    |
| Entropy / Send them                                       | 1993                  | -                     |                 |              | met Asia Born & The Groove Robbers   |
| Lost and found (S.F.L.) / Kemuri                          | 1994                  | -                     |                 |              | met DJ Krush                         |
| What does your soul look like                             | 1994                  | -                     |                 |              |                                      |
| A whim / 89.9 Megamix                                     | 1995                  | -                     |                 |              | met DJ Krush                         |
| In/Flux / Hindsight                                       | 1995                  | -                     |                 |              | met The Groove Robbers               |
| High noon                                                 | 1996                  | -                     |                 |              |                                      |
| Midnight in a perfect world                               | 1996                  | -                     |                 |              |                                      |
| Stem                                                      | 1996                  | -                     |                 |              |                                      |
| The number song                                           | 1997                  | -                     |                 |              |                                      |
| Q-Bert mix-live!                                          | 1997                  | -                     |                 |              |                                      |
| What does your soul look like (Part 1 - Blue sky revisit) | 1997                  | -                     |                 |              |                                      |
| Dark days                                                 | 2000                  | -                     |                 |              |                                      |
| Mashin' on the motorway / Walkie talkie                   | 2002                  | -                     |                 |              |                                      |
| Monosylabik                                               | 2002                  | -                     |                 |              |                                      |
| Six days                                                  | 2002                  | -                     |                 |              |                                      |
| You can't go home again                                   | 2002                  | -                     |                 |              |                                      |
| 3 Freaks                                                  | 2005                  | -                     |                 |              | met Keak da Sneak & Turf Talk        |
| We might as well be strangers                             | 2005                  | -                     |                 |              | met Keane                            |
| Enuff                                                     | 2006                  | -                     |                 |              | met Lateef the Truth Speaker & Q-Tip |
| You made it                                               | 2006                  | -                     |                 |              | met Chris James                      |
| This time (I'm gonna try it my way)                       | 2006                  | -                     |                 |              |                                      |
| Def surrounds us / I've been trying                       | 2010                  | -                     |                 |              |                                      |
| I gotta rokk                                              | 2011                  | -                     |                 |              |                                      |
| Scale it back                                             | 30-01-2012            | 17-03-2012            | tip43           | -            | met Little Dragon                    |
| The Liquid Amber EP                                       | 2014                  | -                     |                 |              |                                      |

### Collaboraties
- Camel Bobsled Race (Q-Bert Mega Mix) (1997)
- UNKLE - Psyence Fiction (1998)
- DJ Shadow & Cut Chemist - Brainfreeze (1999)
- Quannum - Quannum Spectrum (1999)
- DJ Shadow & Cut Chemist - Product Placement (2001)
- Bombay the Hard Way, Guns Cars and Sitars (w/ Dan the Automator)
- Zack de la Rocha - March Of Death (2003)
- Radiohead - The Gloaming (DJ Shadow Mix) (2004)

### DVDs
- Six Days
- Mashin' on the Motorway / Walkie Talkie (Single)
- In Tune and On Time

- Gemeinsame Normdatei: 130626198
- International Standard Name Identifier: 0000 0000 7983 7284
- Library of Congress Control Number: no99028121
- MusicBrainz: efa2c11a-1a35-4b60-bc1b-66d37de88511
- Nationale Bibliotheek van Tsjechië: js20061020002
- Nationale bibliotheek van Australië: 43114617
- Nationale Bibliotheek van Polen: a0000001882746
- Réseau des bibliothèques de Suisse occidentale: 02-A009073851
- Trove: 1458841
- Virtual International Authority File: 25145911150427062469